# Chardonneret des Antilles
Spinus dominicensis
Espèce
Statut de conservation UICN

 LC  : Préoccupation mineure
Le Chardonneret des Antilles (Spinus dominicensis, anciennement Carduelis dominicensis) est une espèce de passereaux appartenant à la famille des Fringillidae.

## Distribution
Endémique en Haïti et en République Dominicaine. En Haïti, il semble confiné aux massifs de la Hotte et de la Selle (sud de l’île) et en République Dominicaine, à la Cordillère Centrale et à la Sierra de Bahoruco (centre et sud-ouest).

## Habitat
Le tarin de Saint-Domingue est inféodé aux formations de pins de montagne, habituellement au-dessus de 1 500 m. Il peut visiter aussi les cultures de graminées et de tabac ainsi que les abords des plantations de canne à sucre (Bond 1988).
Dans le Parc National de la Sierra de Bahuruco, les tarins de Saint-Domingue fréquentent à la fois les pins Pinus occidentalis et les acacias Prosopis juliflora (Ottaviani 2011).

## Alimentation
Il évolue avec agilité et vivacité dans les pins, les buissons et parfois aussi sur le sol en quête de graines avec une certaine préférence pour une oseille Rumex sp., polygonacée (Bond 1988). D’autres plantes ont été répertoriées, photos à l’appui, par Ottaviani (2011) : des fruits d’un agave Agave sp., agavacée ; des fruits d’une rubiacée du genre Psychotria ; des graines de séneçon Senecio sp., astéracée ; et même les gros fruits rougeâtres de Melicoccus sp., sapindacée.

## Mœurs
Il forme de petits groupes (jusqu’à 25 individus) qui se maintiennent même en saison de nidification. Il semble que, hors saison de reproduction, ces petits groupes deviennent erratiques et sujets à des déplacements d’altitude (Bond 1988).

## Statut
Liliana M. Dávalos du Center for Environmental Research and Conservation Columbia University et Thomas Brooks du Center for Applied Biodiversity ont exploré le Parc National La Visite. Il est situé dans le sud-est d’Haïti et abrite le seul grand ensemble forestier de montagne du Massif de la Selle, composé de feuillus et de conifères. À cause de la déforestation importante de l’île, ce parc constitue une zone de conservation de premier plan pour la faune endémique et menacée d’Haïti. Ils ont trouvé le tarin de Saint-Domingue très commun en observant de grands groupes dans les pinèdes de Pinus occidentalis entre Kenscoff et Seguin. Ils espèrent, avec cet article, attirer l’attention des observateurs sur ce parc, et ainsi accroître les efforts de conservation déjà entrepris (Dávalos & Brooks 2001).
L’espèce est localement commune dans la Cordillère Centrale et la Sierra de Bahoruco en République Dominicaine et dans le Massif de la Selle en Haïti avec quelques rapports des collines du Massif de la Hotte. Elle semble être irrégulière dans le nord-ouest d’Haïti et dans la Sierra de Neiba. Après un déclin depuis les années 1930 en raison de la déforestation (forêt de pins), elle a maintenant un statut général de « sédentaire localement commune » (Latta et al. 2006).